# Hirscheber
Die Hirscheber (Babyrousa), auch Babirusa genannt, sind eine Säugetiergattung aus der Familie der Echten Schweine (Suidae). Sie leben nur auf Sulawesi sowie den vorgelagerten Inseln und sind für ihre langen, den Rüssel durchbrechenden Hauer bekannt. Während früher alle Tiere zu einer Art zusammengefasst wurden, werden heute vier Arten unterschieden, darunter eine ausgestorbene.

## Name
Obwohl das Wort „Eber“ für gewöhnlich ein männliches Schwein bezeichnet, werden hier beide Geschlechter dieser Art Hirscheber genannt. Die Bezeichnung Babirusa ist eine Zusammensetzung der indonesischen Wörter für „Hirsch“ und „Schwein“.

## Merkmale

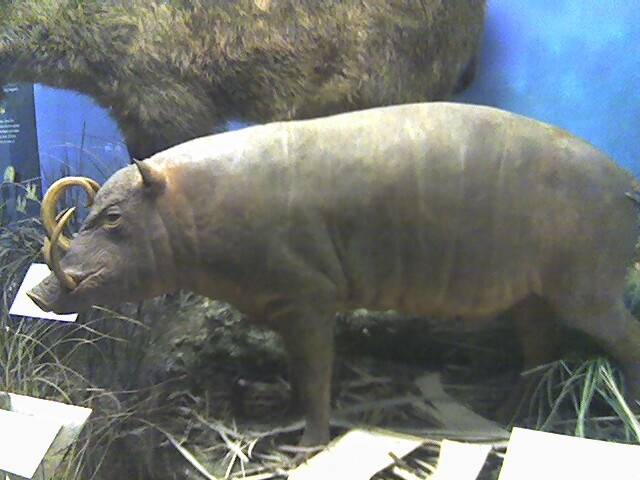
Hirscheber mit deutlich sichtbaren Hauern

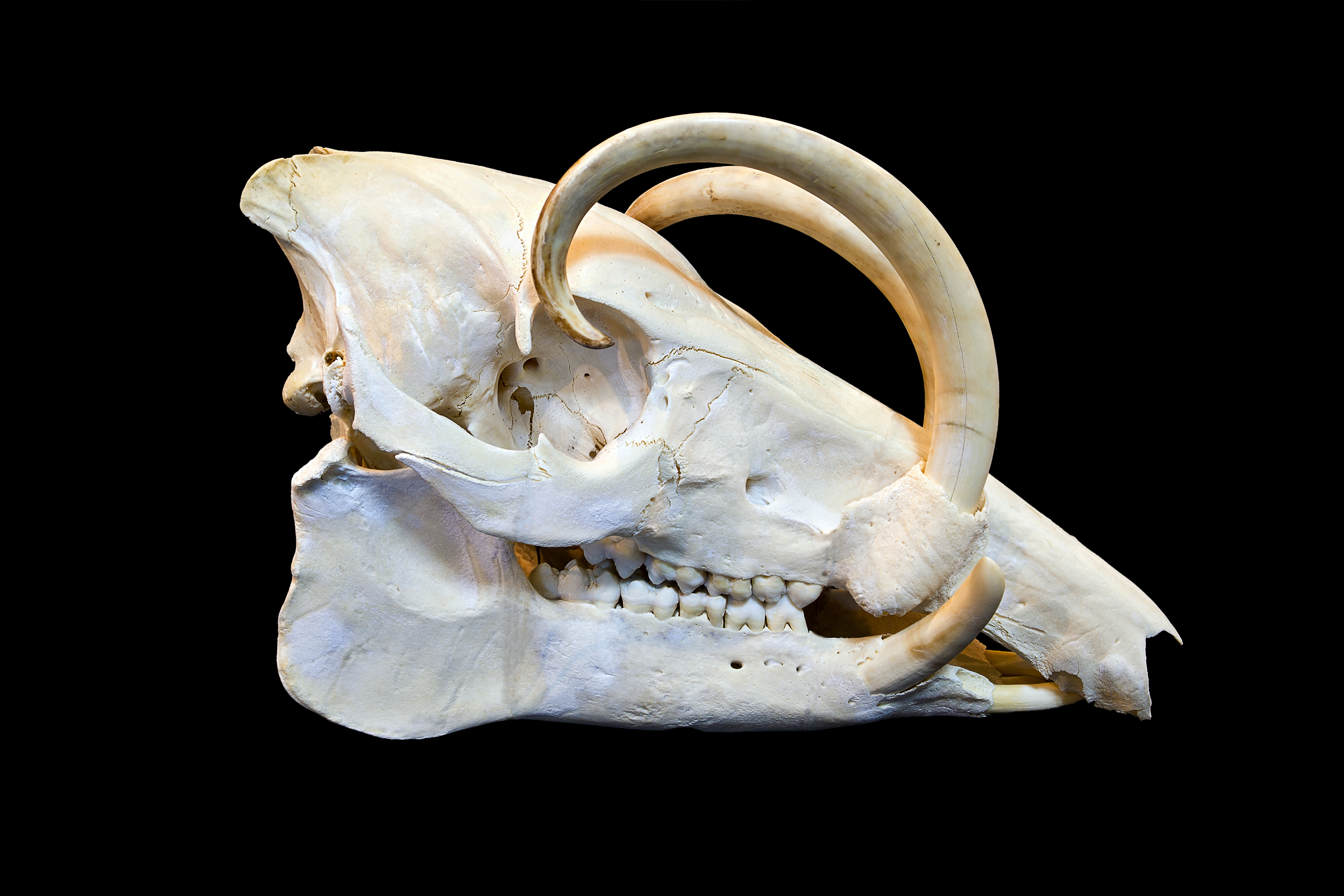
Schädel

Das auffälligste Merkmal der Hirscheber sind ihre Hauer, die größer als bei allen anderen Schweinen sind. Die oberen Hauer wachsen nicht aus dem Maul heraus, sondern geradewegs nach oben; sie durchbrechen die Rüsseldecke und wachsen dann in einem Bogen, bis sie wieder ihren Ausgangspunkt erreichen. Manchmal wachsen die Spitzen der Hauer wieder in die Haut und das Fleisch des Rüssels ein. Die Gesamtlänge dieser Zähne kann beim Männchen über 30 Zentimeter erreichen. Weibchen haben sehr viel kürzere Hauer. Dagegen wachsen die Hauer des Unterkiefers zu geringerer Länge heran. Sie wachsen ebenfalls aufwärts, ragen allerdings seitlich aus dem Maul heraus. In seltenen Fällen können sie dolchartig nach vorn wachsen. Durch die häufigen Kämpfe zwischen den Männchen findet man in freier Wildbahn sehr häufig Hirscheber mit abgebrochenen Hauern.
Hirscheber haben eine Kopf-Rumpf-Länge von etwa 88 bis 107 Zentimetern, der Schwanz wird zusätzlich 28 bis 32 Zentimeter lang. Die Schulterhöhe beträgt 65 bis 80 Zentimeter, das Gewicht bis zu 100 Kilogramm. Die Haut, die nur spärlich mit borstigen Haaren bedeckt ist, ist an der Oberseite graubraun und an der Unterseite weißlich, wobei sich das Weiß bis zu den Lippen erstrecken kann. Im Nacken und am Bauch wirft die Haut oft Falten. Der Körper wirkt rundlich und die Beine sind relativ lang und dünn.

## Verbreitung und Lebensraum

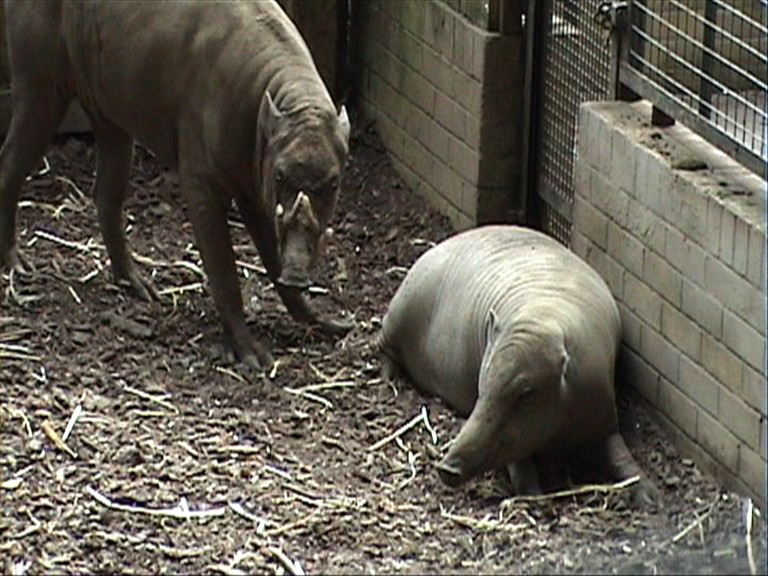
Männlicher und weiblicher Hirscheber

Hirscheber sind endemisch auf der indonesischen Insel Sulawesi und vorgelagerten Inseln wie den Togianinseln. Eine Art lebt auch auf der Molukken-Insel Buru; hierher wurde sie aber offenbar durch Menschen gebracht. Habitat ist der tropische Regenwald.

## Lebensweise
Hirscheber sind tagaktiv und begeben sich vor allem am Morgen auf Nahrungssuche. Um schneller voranzukommen, legen sie Trampelpfade im dichten Unterholz an. Tiere in Gefangenschaft bauen sich Strohnester zum Schlafen; ob dieses Verhalten auch auf freilebende Tiere zutrifft, ist nicht bekannt. Sie leben in Gruppen von bis zu acht Tieren, die meist aus Weibchen und ihrem Nachwuchs bestehen. Die Männchen leben oft einzelgängerisch.
Ihre Hauer erlauben ihnen nicht, nach schweinetypischer Art im Erdboden zu wühlen, sodass sie Laub und herabgefallene Früchte fressen.

## Fortpflanzung
Zur Paarungszeit kommt es zwischen Männchen zu heftigen Kämpfen um das Recht, sich mit einem Weibchen zu paaren. Verletzungen sind aber selten, da die Hauer für gewöhnlich rückwärts weisen. Das Weibchen kann zweimal im Jahr Nachwuchs zur Welt bringen. Die Tragzeit beträgt rund fünf Monate, die Wurfgröße beträgt ein oder zwei Ferkel. Neugeborene Hirscheber sind im Gegensatz zu den meisten Schweinen nicht gestreift, sie sind ausgesprochene Nestflüchter und können schon 10 Tage nach der Geburt feste Nahrung zu sich nehmen. Nach fünf bis zehn Monaten tritt die Geschlechtsreife ein. Das höchste belegte Alter der Tiere in Menschenobhut beträgt 24 Jahre.

## Hirscheber und Menschen

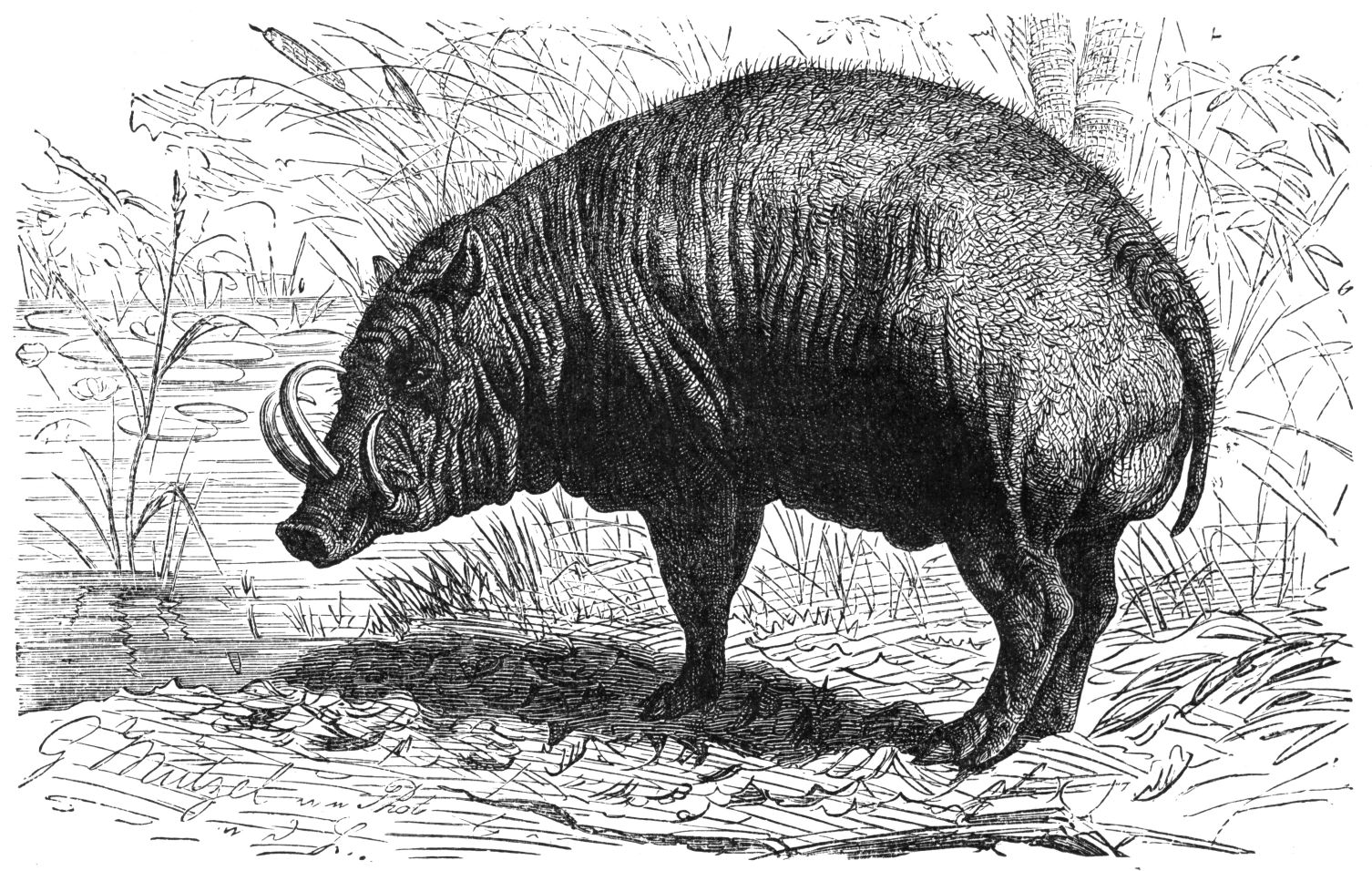
Zeichnung eines Hirschebers

Von jeher werden Hirscheber von den Bewohnern Sulawesis gejagt und gezähmt. Eine echte Domestikation ist aber nie erfolgt, da sich die gefangenen Tiere für gewöhnlich nicht vermehren. 39.900 Jahre alte Höhlenmalereien nahe Maros im Süden von Sulawesi, Indonesien, stellen Hirscheber dar.
Die Wildpopulation wird auf 4000 Tiere geschätzt und von der IUCN je nach Art als gefährdet (vulnerable) oder stark gefährdet (endangered) eingestuft.
An den Stellen, an denen die Hauer die Haut durchbrechen, kommt es niemals zu entzündlichen Infektionen. Hirscheber sind daher auch ein Ziel medizinischer Forschung, die herausfinden möchte, was diese Unempfindlichkeit verursacht. Die Erkenntnisse könnten in der Medizintechnik von Nutzen sein.
Im August 2006 wurden im Kopenhagener Zoo vier Hirscheber-Dänisches-Hausschwein-Hybriden geboren. Gemeinsame Nachkommen sind wegen der nur weitläufigen Verwandtschaft sehr unwahrscheinlich und bisher, abgesehen von diesem Fall, wissenschaftlich nicht dokumentiert.

## Systematik
Wie eingangs erwähnt, werden vier rezente Arten von Hirschebern unterschieden. Diese Einteilung muss allerdings als vorläufig gelten, da noch keine eingehenden genetischen Untersuchungen durchgeführt wurden.
- Der Molukken-Hirscheber (Babyrousa babyrussa) ist auf der Insel Buru und den nahegelegenen Sula-Inseln beheimatet. Da diese Inseln nicht zum ursprünglichen Verbreitungsgebiet der Tiere gehören, sind sie vermutlich die Nachkommen einer unbekannten, auf Sulawesi selbst ausgestorbenen Art.
- Der Sulawesi-Hirscheber (Babyrousa celebensis) ist die heute einzige auf Sulawesi selbst lebende Art.
- Der Togian-Hirscheber (Babyrousa togeanensis) lebt ausschließlich auf den Togianinseln.
- Eine nur durch Knochenfunde bekannte Form, Babyrousa bolabatuensis, war im Holozän im Südwesten Sulawesis verbreitet, dürfte aber ausgestorben sein.[3] Aus dem Pleistozän ist darüber hinaus eine weitere Form B. (b.) beruensis beschrieben.[4]